# مردم متحد هرگز شکست نخواهند خورد (آلبوم)
مردم متحد هرگز شکست نخواهند خورد (اسپانیایی: ¡El Pueblo Unido Jamás Será Vencido!‎) یک آلبوم موسیقی است که کیلاپایون آن را در سال ۱۹۷۵ منتشر کرد.
این آلبوم نمونه‌ای از آثار هنرمندان جنبش ترانه‌سرایی نوین شیلی است که پس از کودتای نظامی ۱۱ سپتامبر ۱۹۷۳ در تبعید منتشر شد. این آلبوم با ترانه‌ای در ادای احترام به رئیس‌جمهور سوسیالیست سقوط‌کردۀ شیلی سالوادور آلنده آغاز می‌شود و با یک مرثیۀ موسیقایی تکان‌دهنده برای چه گوارا ادامه می‌یابد. قطعات موسیقی دستگاهی آند هم در آلبوم وجود دارد: «ترانه امید» ساخته ادوآردو کاراسکو و نسخه‌ای از یک قطعه موسیقی سنتی بولیوی به نام «تیتیکاکا» که ملودی بخش آهستۀ آن را ادوآردو کاراسکو بر پایۀ یک ملودی فولکلور ساخته بود. «روحی سرشار از بیرق‌ها» آهنگی از ویکتور خارا که برای قتل یک کارگر جوان ساخته شده است و همچنین آهنگ‌هایی در محکومیت سرکوب خشونت‌آمیز نظامی علیه مردم غیرمسلح ساخته و اجرا شده است.
شناخته شده‌ترین آهنگ آلبوم، ترانهٔ مشترک کیلاپایون و سرخیو اورتگا به نام «مردم متحد هرگز شکست نخواهند خورد» است که در اصل به عنوان شعار راهپیمایی برای دولت وحدت مردمی ساخته شده است؛ اما پس از کودتای نظامی ۱۱ سپتامبر ۱۹۷۳ به سرود بین‌المللی مقاومت شیلی تبدیل شد. این آهنگ به چندین زبان ترجمه شده و در اعتراضات، راهپیمایی‌ها و تظاهرات‌های گسترده در سراسر جهان شنیده شده است: از دانشجویان در ایران، کارگران مهاجر در کالیفرنیا، و راهپیمایی‌های طرفدار اتحاد دو آلمان در برلین. در سال ۲۰۰۴ این آهنگ الهام بخش «با هم، ما بی‌شماریم، ما شکست‌ناپذیریم» از گروه گرین‌جالی بود که به سرود غیررسمی انقلاب نارنجی در اوکراین تبدیل شد.
موسیقی و ترانه‌های اجراشده در شیلی در آن دوران، گواهی بر جوهر امید و شورش انقلابی در تاریک‌ترین دوره دیکتاتوری پینوشه بود.

## فهرست آهنگ
1. «رفیقْ رئیس‌جمهور»[۲] (ادوآردو کاراسکو – کیلاپایون)
2. «مرثیه‌ای برای چه گوارا» /سوگواره برای چه گوارا (ادوآردو کاراسکو)
3. «ترانه امید» (بی‌کلام) (ادوآردو کاراسکو)
4. «سرخ ذره ذره رشد خواهد کرد»[۳] (ادوآردو کاراسکو - هوراسیو سالیناس)
5. «چاکاریا» (ترانه‌ای عامه‌پسند/مردمی)
6. «روحی سرشار از بیرق‌ها» /قلب‌های ما مملو از بیرق است (ویکتور خارا)
7. «تیتیکاکا» /دریاچه تیتیکاکا (ترانه‌ای عامه‌پسند/مردمی)
8. «مبارزات: ترانه ۵ [یا سرکوب]»[۴] (سرخیو اورتگا)
9. «سرکوب»/سرکوب سیاسی (پ. روخاس - خائیمه سوتو)
10. «مردم متحد هرگز شکست نخواهند خورد» (کیلاپایون – سرخیو اورتگا)

## دست‌اندرکاران
- ادوآردو کاراسکو
- کارلوس کِسادا
- گیجرمو اودو
- اِرنان گومِـس
- رودلفو پارادا
- روبن اسکوئدرو
- اوگو لاگوس